# Miss Earth Venezuela 2017
El Miss Earth Venezuela 2017 fue la primera (1º) edición del certamen Miss Earth Venezuela, cuya final se llevó a cabo el 20 de agosto de 2017 en el Hotel Intercontinental Tamanaco de Caracas, Venezuela. 26 candidatas de diversos estados y regiones del país compitieron por el título. Al final del evento, Alyz Henrich, Miss Tierra 2013 y el diseñador Prince Julio César, propietarios del concurso, coronaron a la ganadora, Ninoska Vásquez, de Lara. La ganadora representó a Venezuela en el Miss Tierra 2017.
El evento fue transmitido en vivo y directo para toda Venezuela por Globovisión, y estuvo conducido por las animadoras y presentadoras venezolanas Maite Delgado y Rocío Higuera.

## Resultados
| Resultados finales         | Candidata |
| -------------------------- | --- |
| Miss Earth Venezuela 2017  | - Lara - Ninoska Vásquez |
| Miss Earth Air Venezuela   | - Nueva Esparta - Luisa Cristina Núñez (Destituida) |
| Miss Earth Water Venezuela | - Mérida - Luisiary Albarrán |
| Miss Earth Fire Venezuela  | - Cojedes - Michelle Barone |
| Finalistas (Top 7)         | - Apure - Krizia Sánchez - Distrito Capital - María Daniela Velasco - Táchira - Vanessa Trasolini                                                                    |
| Semifinalistas (Top 13)    | - Anzoátegui - Amnelys Trisini - Barinas - Fabianny Zambrano - Carabobo - Karla Hurtado - Miranda - Fabiana Russo - Monagas - Daniela López - Vargas - Yuriany Bello |

## Premiaciones especiales
| Premio            | Candidata Ganadora                       |
| ----------------- | ---------------------------------------- |
| Mejor Figura      | Lara - Ninoska Vásquez                   |
| Mejor Sonrisa     | Cojedes - Michelle Barone                |
| Miss Fotogénica   | Aragua - Clary Hidalgo                   |
| Mejor Pasarela    | Distrito Capital - María Daniela Velasco |
| Cabello más Lindo | Apure - Krizia Sánchez                   |
| Mejores Piernas   | Carabobo - Karla Hurtado                 |
| Mejor Piel        | Táchira - Vanessa Trasolini              |
| Miss Elegancia    | Miranda - Fabiana Russo                  |
| Miss Amistad      | Costa Oriental - Marvieris Rojas         |
| Miss Social Media | Lara - Ninoska Vásquez                   |
| Miss Talento      | Mérida - Luisiary Albarrán               |

## Historia
Luego de la reciente formación de la organización Miss Earth Venezuela en 2016  y cuya primera titular fue designada, la directiva nacional anunció que iniciaría la búsqueda de una nueva titular en 2017, y que la misma sería escogida en un evento donde competirían candidatas de diversos estados y regiones del país. Los cástines para el certamen comenzaron en el mes de marzo. El último casting se realizó en vivo y con presencia de la prensa, en el mismo se seleccionaron las candidatas oficiales y se impusieron las bandas de los respectivos estados a representar.
Es la primera ocasión desde 2009 que la representante venezolana al Miss Tierra se escoge en un certamen exclusivo para ello, ya que previamente al Miss Venezuela, se elegía en el fashion show Sambil Model, hasta que la Organización Miss Venezuela la tuvo, desde 2010 hasta 2015.

## Áreas de competencia

### Final
La noche final fue transmitida en vivo para toda Venezuela por Globovisión; además se transmitió vía internet para todos los países y territorios desde el Hotel Intercontinental Tamanaco en Caracas, Venezuela, el 20 de agosto de 2017. Con Arreglos Musicales del Productor Musical revelación Ronald Peña y coreografía de Cesar Laguado, Con la Participación del dúo San Luis En el Opening de la noche. Fue conducido por Maite Delgado y Rocío Higuera.

### Jurado final
Estos fueron los miembros del jurado que evaluaron a las semi y finalistas para elegir a Miss Earth Venezuela 2017:
- Rahul Shrivastava, Embajador de la India en Venezuela
- Georgia Reyes, diseñadora venezolana.
- Franklin Salomón, estilista venezolano de talla internacional.
- Alexandra Braun, actriz y modelo, Miss Tierra 2005.
- Nina Sicilia, modelo y Miss Internacional 1985.
- Gabriel Ramos, empresario.
- Vladimir Villegas, político y periodista.
- Pedro Penzini, periodista y conductor.
- Claudia Suárez, modelo, animadora y Miss Venezuela Mundo 2007.

## Candidatas
(En la tabla se utiliza su nombre completo, los sobrenombres van entrecomillados y los apellidos utilizados como nombre artístico, entre paréntesis; fuera de ella se utilizan sus nombres «artísticos» o simplificados)
| Estado/Región          | Candidata                          | Edad | Estatura | Ciudad Natal          |
| ---------------------- | ---------------------------------- | ---- | -------- | --------------------- |
| Amazonas               | Alfonsina Matute Loreto            | 19   | 1.79 m   | Ocumare del Tuy       |
| Anzoátegui             | Amnelys Teresa Trisini Pérez       | 27   | 1.78 m   | Aragua de Barcelona   |
| Apure                  | Kriziamar «Krizia» Sánchez Jiménez | 26   | 1.72 m   | Caracas               |
| Aragua                 | Clara «Clary» Hidalgo Piña         | 21   | 1.78 m   | Villa de Cura         |
| Barinas                | Fabianny Carolina Zambrano Garrido | 26   | 1.81 m   | Barinas               |
| Bolívar                | Annette Yolanda Luque Ojeda        | 22   | 1.70 m   | Maracay               |
| Carabobo               | Karla Marina Hurtado Sánchez       | 23   | 1.83 m   | Valencia              |
| Cojedes                | Michelle Stella Barone Montilla    | 18   | 1.71 m   | Araure                |
| Costa Oriental         | Marvieris Carolina Rojas Garrido   | 24   | 1.70 m   | Acarigua              |
| Delta Amacuro          | Aniurcar Karlina Pérez Arévalo     | 21   | 1.78 m   | Altagracia de Orituco |
| Dependencias Federales | Paulangel Gualdrón Machado         | 21   | 1.75 m   | Caracas               |
| Distrito Capital       | María Daniela Velasco Rodríguez    | 23   | 1.71 m   | Caracas               |
| Falcón                 | Alexandra Molina Bermúdez          | 21   | 1.69 m   | Punto Fijo            |
| Guárico                | Melidsa Nazaret Duarte González    | 21   | 1.69 m   | Tucupido              |
| Lara                   | Yorbriele Ninoska Vásquez Álvarez  | 24   | 1.70 m   | Barquisimeto          |
| Mérida                 | Luisiary Andreína Albarrán Pérez   | 22   | 1.71 m   | Mérida                |
| Miranda                | Fabiana Coromoto Russo Novellino   | 26   | 1.76 m   | Caracas               |
| Monagas                | Daniela Alejandra López Espinoza   | 22   | 1.78 m   | Maturín               |
| Nueva Esparta          | Luisa Cristina Núñez Bruno         | 26   | 1.75 m   | Villa de Cura         |
| Portuguesa             | Jossiel Celena Valladares Briceño  | 20   | 1.70 m   | Araure                |
| Sucre                  | María Gabriela Antillano Martínez  | 20   | 1.75 m   | Maracay               |
| Táchira                | Vanessa Trasolini Sánchez          | 20   | 1.70 m   | Maracay               |
| Trujillo               | Isbel Cristina Parra Santos        | 23   | 1.75 m   | Caracas               |
| Vargas                 | Yuriany Sasha Bello Gálvez         | 27   | 1.74 m   | Caracas               |
| Yaracuy                | Gladys María García Changir        | 25   | 1.77 m   | Caracas               |
| Zulia                  | Sindy Michelle Velásquez Cardozo   | 23   | 1.70 m   | Ciudad Ojeda          |

### Suplencias
- Carmen Millán representaría al Estado Sucre en Miss Earth Venezuela 2017; no obstante la organización decidió destituirla al no cumplir con sus obligaciones, siendo reemplazada por María Gabriela Antillano, quien resultó segunda finalista (Miss Agua) en Miss Earth Aragua 2017.

## Datos acerca de las delegadas
- Algunas de las delegadas del Miss Earth Venezuela 2017 han participado, o participarán, en otros certámenes de importancia nacionales e internacionales:
  - Yuriany Bello (Vargas) fue primera finalista en Gran Modelo Venezuela 2007 representando a los Altos Mirandinos, Miss Turismo Cojedes 2009 obteniendo una premiación especial como Talento Latina Producciones. Ganadora Mejor Rostro en el concurso Reina Internacional de los Mares y Océanos 2010. En el 2014 fue primera finalista en “Srta y Mister Deporte Venezuela  .
  - Ninoska Vásquez (Lara) fue Madrina de los Cardenales de Lara 2012,  Miss Turismo Lara 2013 y ganó el Miss Tourism Universe 2014 en Líbano.
  - Karla Hurtado (Carabobo) participó en el reality show Miss Venezuela, Todo por la corona en 2013.
  - Marvieris Rojas (Costa Oriental) participó en Chica & Chico Venezuela Models 2013 representando a Nueva Esparta.
  - Aniurcar Pérez (Delta Amacuro) fue semifinalista en Gran Modelo Venezuela 2013 en representación de Guárico.
  - Annette Luque (Bolívar) fue Reina de los Tigres de Aragua 2014.
  - María Gabriela Antillano (Sucre) participó sin éxito en Miss Venezuela Mundo 2014.
  - Krizia Sánchez (Apure) participó sin éxito en Sambil Model 2015.
  - Melidsa Duarte (Guárico) ganó el Miss Bikini Universe 2015 en China.
  - Fabianny Zambrano (Barinas) participó sin éxito en Miss Venezuela 2015 representando a Portuguesa.
  - Marvieris Rojas (Costa Oriental) participó sin éxito en Miss Turismo Portuguesa 2015, mismo donde Jossiel Valladares (Portuguesa) resultó ganadora.
  - Amnelys Trisini (Anzoátegui) portó la banda de Nueva Esparta rumbo al certamen Nuestra Belleza Venezuela 2016. No obstante, el concurso fue cancelado.
  - Paulangel Gualdron  (Dependencias Federales)  fue elegida "Diosa de Tacarigua  2009", 1.ª finalista del "Señorita Hatillo 2010" y fue finalista en Sambil Model 2016.
  - Luisiary Albarrán (Mérida) es Reina de las Nieves de la Feria Internacional del Sol de Mérida 2017.
  - María Daniela Velasco (Distrito Capital) fue semifinalista en Miss Continentes Unidos 2017 en Ecuador.
  - Isbel Parra  (Trujillo)  participó en el miss Venezuela 2020 y se coronó miss international Venezuela 2020
- Algunas de las delegadas nacieron o viven en otro estado, región o país al que representarán, o bien, tienen un origen étnico distinto:
  - Amnelys Trisini (Anzoátegui) y Vanessa Trasolini (Táchira) son de ascendencia italiana.
  - Ninoska Vásquez (Lara) radica en México.
- Otros datos significativos de algunas delegadas:
  - Krizia Sánchez (Apure) es bailarina de ballet clásico.
  - Luisa Cristina Núñez (Nueva Esparta) y Paulangel Gualdron (Dependencias Federales) son actrices. Además, esta última formó parte de las producciones de RCTV Producciones como Piel salvaje y Corazón traicionado.
  - Paulangel Gualdron (Dependencias Federales) aparte de ser actrices.  Se desempeña como conductoras  del programa "Es farándula" del canal digital El Aragueño Tv y Cantante.
  - Alexa Molina (Falcón) y Ninoska Vásquez (Lara) se desempeñan como conductoras en canales locales de sus ciudades.
- 13 de las 26 candidatas son originarias de los estados o regiones que representaron: Amnelys Trisini (Anzoátegui), Clara Hidalgo (Aragua), Fabianny Zambrano (Barinas), Karla Hurtado (Carabobo), María Daniela Velasco (Distrito Capital), Alexandra Molina (Falcón), Melidsa Duarte (Guárico), Ninoska Vásquez (Lara), Luisiary Albarrán (Mérida), Fabiana Russo (Miranda), Daniela López (Monagas), Jossiel Valladares (Portuguesa) y Sindy Velásquez (Zulia).